# دینامیت (فیلم ۱۹۲۹)
دینامیت (انگلیسی: Dynamite) فیلمی در ژانر رمانتیک به کارگردانی سیسیل ب دومیل است که در سال ۱۹۲۹ منتشر شد.

## بازیگران
- کنراد نیگل
- کی جانسون
- چارلز بیکفورد
- جولیا فی
- جوئل مک‌کری
- راندولف اسکات
- کارول لمبارد
- مری گوردون
- نیلی ادواردز
- اسکات کولک
- لسلی فنتون
- کلارنس برتون